# Thủ dâm

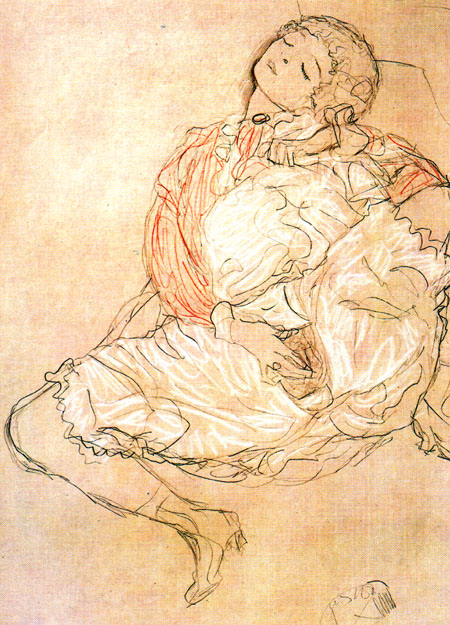
Tranh của Gustav Klimt mô tả một người phụ nữ thủ dâm (1916)

Tranh vẽ người thanh niên đang thủ dâm bằng tay

Thủ dâm (tiếng lóng: tự sướng, quay tay) là hình thức kích thích cơ quan sinh dục bằng tay để tạo khoái cảm, thường đạt tới mức cực khoái. Đây được xem là hành vi tình dục không thâm nhập. Sự kích thích có thể được thực hiện bằng bàn tay, ngón tay, vật dụng hàng ngày, đồ chơi tình dục như máy rung, hoặc sự kết hợp của tất cả những cái trên.
Thủ dâm có thể là sự kích thích tự thực hiện hay bởi một người khác (xem thủ dâm lẫn nhau), nhưng thường thì thuật ngữ này để chỉ những hành động được thực hiện một mình. Thủ dâm là một trong nhiều hành động được gọi là tự thỏa mãn tình dục (tiếng Anh: autoeroticism), bao gồm cả việc sử dụng những dụng cụ hỗ trợ tình dục (sex toy) và kích thích ngoài bộ phận sinh dục. Cũng có những máy thủ dâm được sử dụng để kích thích sự giao hợp. Thủ dâm và giao hợp là hai hình thức hoạt động tình dục phổ biến nhất của con người, nhưng chúng không loại trừ lẫn nhau (ví dụ, nhiều người thấy việc đối tác của mình thủ dâm là một hành động rất gợi tình). Một số người chỉ có thể đạt cực khoái thông qua thủ dâm chứ không phải giao hợp.
Thủ dâm có thể diễn ra thường xuyên ở cả hai giới cũng như ở mọi lứa tuổi. Một thái độ lành mạnh đối với hoạt động tình dục nói chung và thủ dâm nói riêng được chứng minh đem lại nhiều lợi ích y học và tâm lý khác nhau. Không có mối quan hệ nhân quả nào được biết đến giữa thủ dâm và bất kỳ dạng rối loạn tâm thần hoặc thể chất nào. Trong thế giới phương Tây, thủ dâm một mình hoặc với bạn tình thường được coi là một phần bình thường và lành mạnh của việc hưởng thụ tình dục.
Thủ dâm đã được mô tả trong nghệ thuật từ thời tiền sử, và được đề cập và thảo luận trong các tác phẩm văn học rất sớm. Trong thế kỷ 18 và 19, một số nhà thần học và bác sĩ châu Âu đã mô tả thủ dâm là "ghê tởm", "đáng trách" và "gớm ghiếc", nhưng trong thế kỷ 20, những điều cấm kỵ nói chung đã giảm. Đã có sự gia tăng trong các cuộc thảo luận và miêu tả về thủ dâm trong nghệ thuật, âm nhạc, truyền hình, phim ảnh và văn học. Ngày nay, các tôn giáo vẫn còn các quan điểm khác nhau về thủ dâm; một số tôn giáo coi nó như một thực hành không có lợi về mặt tâm linh, một số tôn giáo không coi thủ dâm bất lợi về mặt tâm linh, và một số tôn giáo khác lại có quan điểm thay đổi tùy theo tình huống. Tình trạng pháp lý của hành vi thủ dâm cũng thay đổi qua lịch sử và thủ dâm ở nơi công cộng là bất hợp pháp ở hầu hết các quốc gia.
Thủ dâm ở động vật đã được quan sát thấy ở nhiều loài có vú cả trong tự nhiên và trong tình trạng bị giam giữ.

## Từ nguyên
Từ masturbation ("thủ dâm" trong tiếng Anh) được tin là có nguồn gốc ở từ mezea của tiếng Hy Lạp(μεζεα, "dương vật") và từ turbare ("nhiễu loạn") của tiếng Latin. Một từ nguyên khác dựa trên tiếng Latin manu stuprare ("để cưỡng dâm bằng tay") được Từ điển tiếng Anh Oxford coi là một "phỏng đoán cũ". Từ đồng nghĩa và ít được sử dụng manustupration cũng có nguồn gốc tương tự từ manus stuprare.
Một từ khác cũng được sử dụng là onanism, xuất phát từ tên một nhân vật trong Sách Sáng Thế của Kinh Thánh Cựu Ước là ông Onan (Ônan). "Ông Judas (Giuđa) cưới cho Er (E), con trai đầu lòng của ông, một người vợ tên là Tamar (Tama). Er, con đầu lòng ông Judas, làm mất lòng Đức Chúa, nên Đức Chúa khiến cậu chết. Ông Judas bảo Onan: "Con hãy ăn ở với chị dâu con, hãy chu toàn nhiệm vụ của một người em chồng, và làm cho anh con có người nối dõi. Onan biết rằng dòng dõi sinh ra sẽ không phải là của mình, nên khi ăn ở với chị dâu, thì cậu lại cho tinh trùng rơi xuống đất, để không cho anh cậu có người nối dõi". (St 38,6-9)
Trong tiếng Việt, từ thủ dâm có gốc từ chữ Hán 手淫, có nghĩa là "hành dâm bằng tay".

## Các kỹ thuật thủ dâm

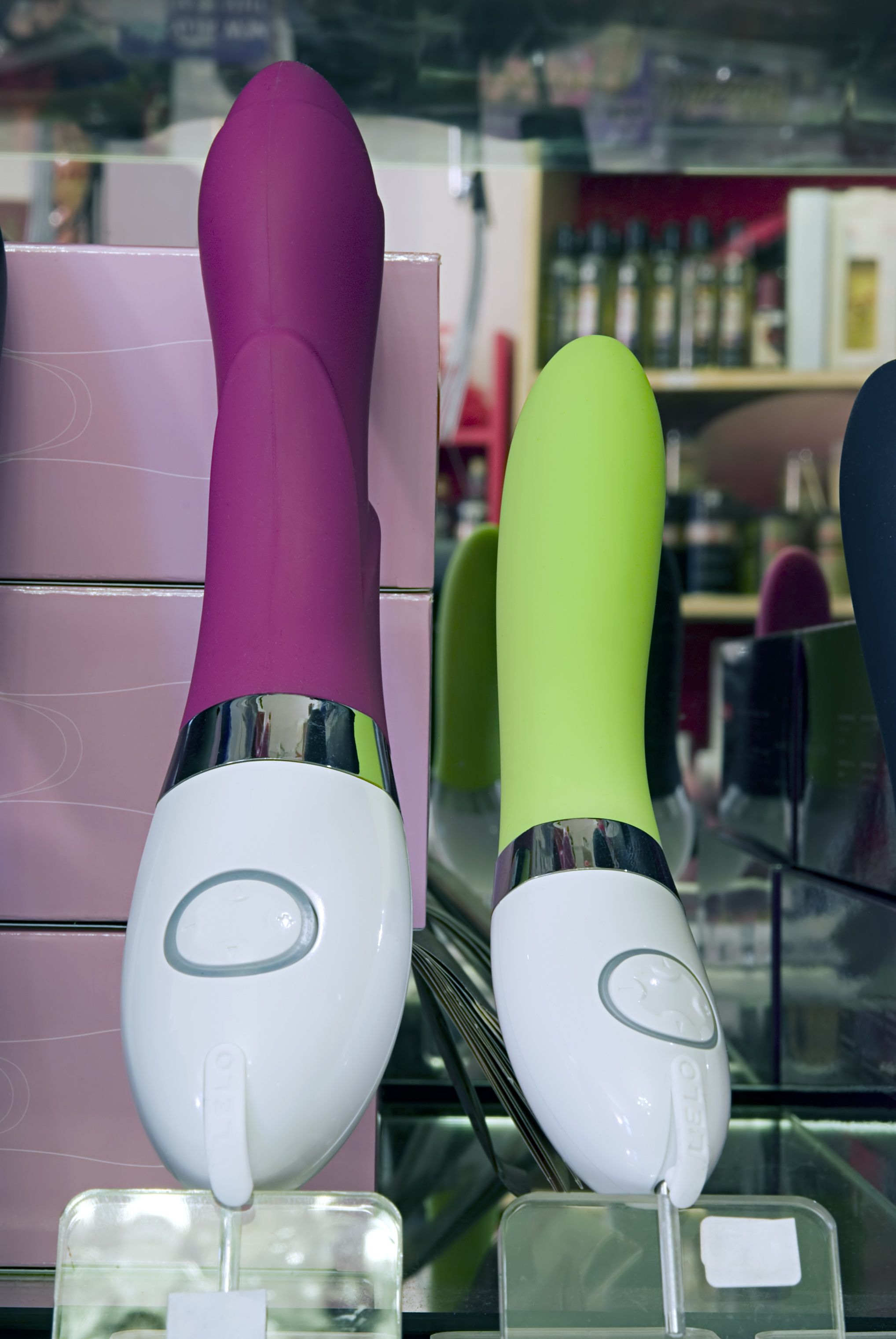
Hai máy rung trong một cửa hàng tình dục

Các cách thức thủ dâm thông thường đối với mọi người ở cả hai giới tính là ấn hay cọ xát vùng bộ phận sinh dục bằng các ngón tay hay bằng một vật như một cái gối; nhét những ngón tay hay một vật vào trong hậu môn (xem thủ dâm hậu môn); và kích thích dương vật hay âm hộ/âm vật bằng máy rung chạy điện, cũng có thể được nhét vào bên trong âm đạo hay hậu môn. Cả nam lẫn nữ đều có thể thích việc chạm, cọ xát, hay mơn trớn núm vú hay những vùng kích thích tình dục khác khi thủ dâm. Cả hai giới thỉnh thoảng sử dụng dầu bôi trơn để làm tăng cảm giác.
Đọc hay xem sách báo khiêu dâm hoặc tưởng tượng về tình dục là những hành động phụ thêm thông thường của thủ dâm ở thanh niên và mới trưởng thành. Các hoạt động thủ dâm thường được trình tự hóa.

### Phụ nữ
Đối với phụ nữ còn trinh, vùng kín chưa bị thâm nhập, hoặc mới bắt đầu thủ dâm thì kích thích âm vật và núm vú sẽ được khuyến khích và an toàn hơn kích thích âm đạo, sau này thủ dâm kết hợp với kích thích âm đạo hoặc quan hệ tình dục sẽ tạo cảm giác cực khoái co thắt âm đạo (cực khoái mạnh nhất) (dậy thì và sau dậy thì đến những năm 20).
Các kỹ thuật thủ dâm của nữ giới thường rất nhiều và có lẽ có nhiều kiểu hơn nam giới. Chúng thường bị ảnh hưởng bởi nhiều yếu tố và những sở thích cá nhân.
Các kỹ thuật gồm vuốt ve hay miết âm hộ, đặc biệt là âm vật, bằng ngón tay giữa hay ngón tay trỏ. Thỉnh thoảng một hay nhiều ngón có thể được nhét vào trong âm đạo và liên tục vuốt ve phần phía trước của âm hộ nơi có điểm G, nhưng thủ dâm một tay là tốt nhất để an toàn và tránh tạo nhiều tế bào chết ở vùng quanh âm đạo gây thâm đen bộ phận sinh dục. Những dụng cụ hỗ trợ thủ dâm gồm máy rung, dương vật giả hay Ben Wa balls có thể được sử dụng để kích thích âm đạo và âm vật. Nhiều phụ nữ mơn trớn hai bầu vú hay kích thích núm vú bằng tay kia. Thủ dâm hậu môn cũng được một số người ưa thích vì hàng nghìn dây thần kinh cảm giác nằm ở vị trí đó.
Dầu bôi trơn thỉnh thoảng cũng được sử dụng khi thủ dâm, đặc biệt là khi có thâm nhập, nhưng nó không phải là dành cho tất cả mọi người và nhiều phụ nữ thấy rằng dịch âm đạo của họ là đã đủ dùng – một số thậm chí còn ra nhiều dịch âm đạo khi thủ dâm hơn là khi có bạn tình, mặc dù những lý do giải thích việc này thì chủ yếu là về tâm lý.
Phụ nữ có thể thủ dâm trong bồn tắm, chỗ vòi tắm hoa sen, chậu tắm nóng, hay thỉnh thoảng gồm cả sử dụng nước ấm đang chảy để kích thích âm vật. Những vị trí thông thường là nằm ngửa hay sấp trên sàn, ngồi, ngồi xổm, hay thậm chí là đứng. Nằm sấp thì có thể dạng chân lên một cái gối, ở góc hay cạnh giường, một chân của đối tác hay một vài thứ quần áo quấn lại và "cọ" âm hộ và âm vật vào đó. Khi đứng thẳng, góc một thứ gì đó hay một đồ đạc trong nhà, hay thậm chí là máy giặt, có thể sử dụng để kích thích âm vật thông qua môi âm hộ và quần áo.
Một số chạm tới bộ phận sinh dục đơn giản bằng cách bắt chéo chân thật chặt và ghì chặt các cơ ở chân, tạo ra lực ép vào bộ phận sinh dục. Nó có thể được tiến hành ở nơi công cộng mà không sợ bị phát hiện. Một số người chỉ thích sử dụng lực ép, áp vào âm vật mà không tiếp xúc trực tiếp, ví dụ ép lòng bàn tay hay quả bóng vào đồ lót hay một thứ quần áo khác.
Một số ít phụ nữ có thể tự động đạt cực khoái sau khi đã có hoạt động gợi dục trước đó, vì việc vận dụng đầu óc kích thích một mình, có thể nghe một số bản nhạc. Thường, quá trình đó thường đi kèm với nhiều khoảnh khắc kích động và cực khoái trước đó. Một số phụ nữ cho rằng có thể tự đạt cực khoái nhờ tưởng tượng một mình, nhưng khả năng đó, nếu có tồn tại, không được chính xác coi là thủ dâm vì không có hành động kích thích thân thể.
Những người khó đạt tới cực khoái thông qua giao hợp có thể dễ dàng đạt tới nó thông qua thủ dâm. Một số phụ nữ chỉ có thể đạt được cực khoái khi thủ dâm mà không thể khi giao hợp. Nhiều nhà trị liệu tình dục người Mỹ như Victoria Zdrok khuyến khích phụ nữ cảm thấy cực khoái khi họ thủ dâm, đặc biệt nếu họ chưa bao giờ có thủ dâm.

### Nam giới
Các kỹ thuật thủ dâm của nam giới cũng bị ảnh hưởng bởi một số yếu tố và những ý thích cá nhân. Các kỹ thuật có thể khác biệt tùy theo đàn ông có cắt bao quy đầu hay không, và một số kỹ thuật có thể thích hợp với người này nhưng lại tỏ ra khá đau đớn đối với người khác.
Kỹ thuật thông thường nhất là đơn giản nắm lấy dương vật nhẹ nhàng và sau đó đưa tay lên xuống dọc thân dương vật đến khi đạt tới cực khoái. Khi không cắt bao quy đầu, kích thích dương vật có thể bằng cách đưa bao quy đầu lên xuống. Động tác trượt này của bao quy đầu làm giảm sự chà xát. Khi đã cắt bao quy đầu sự kích thích thỉnh thoảng là tiếp xúc trực tiếp với tay. Nhiều sự xoa bóp (một số sử dụng dầu bôi trơn cá nhân để giảm chà xát) các tuyến. Ngoài ra, còn có thể thủ dâm bằng hình thức se dương vật.
Một kỹ thuật khác là đặt ngón trỏ và ngón cái quanh dương vật ở khoảng giữa và làm cho da chuyển động lên xuống. Một biến thể của kiểu này là đặt các ngón và ngón cái quanh dương vật giống như đang thổi sáo và sau đó đưa chúng lên xuống.
Có một cách là nằm ngửa trên sàn nhà. Nằm duỗi thẳng hai chân với cánh tay đặt ở hai bên, chụm hai chân lại kẹp nhẹ hai chân với dương vật khi cương lên. Duỗi thẳng chân đến khi bàn chân chỉ thẳng lên trần nhà. Hướng bàn chân lên trên và nâng chân lên chậm nhất có thể. Đưa chân xuống sâu tối đa có thể, đồng thời giữ lưng dưới tiếp xúc với mặt sàn. Khi đó, dương vật càng cương cứng để kích thích tinh trùng và massage dương vật; làm liên tục 20 lần để tinh dịch trào ra khỏi dương vật. Có thể mặc quần lót khi thực hiện hoặc không.
Một kiểu ít thông dụng hơn là nằm úp mặt xuống một bề mặt dễ chịu như đệm hay gối và cọ xát dương vật vào nó đến khi đạt cực khoái. Một số người cho rằng kiểu thủ dâm này có thể gây đau đớn, kích thích quá mức hay trầy xước nếu thực hiện quá mạnh. Các kỹ thuật khác gồm nam giới mặc đồ lót nằm sấp, dưới lót đệm hay gối cọ xát nhẹ dương vật hay khi dương vật cương lên, khép hai chân với dương vật vào rồi mở ra liên tục hoặc sử dụng âm đạo giả để thủ dâm. Nhiều người mơn trớn tinh hoàn, đầu vú hay một số phần khác trên người bằng tay còn lại trong khi thủ dâm. Một số có thể sử dụng máy rung hay những dụng cụ sinh lý khác thường được dùng đối với phụ nữ.
Tuyến tiền liệt là một trong những cơ quan góp phần tạo ra chất dịch cho tinh dịch. Vì tuyến tiền liệt có cảm giác, một số người kích thích trực tiếp nó bằng ngón tay có bôi dầu trơn hay dương vật giả được nhét qua hậu môn vào trực tràng. Kích thích tuyến tiền liệt từ bên ngoài qua sức ép vào đáy chậu, cũng mang lại cảm giác.
Sự xuất tinh thỉnh thoảng được kiểm soát bằng cách sử dụng bao cao su hay xuất tinh vào một thứ khác. Một kỹ thuật kiểm soát xuất tinh khác còn đang bị tranh cãi là ép vào đáy chậu, ở khoảng giữa bìu và hậu môn, ngay trước khi xuất tinh. Tuy nhiên, việc này có thể khiến tinh dịch đi vào bàng quang và kỹ thuật này có thể gây hại về lâu dài vì áp lực ép vào các dây thần kinh và mạch máu ở đáy chậu. Một kiểu cực khoái khô là khi đạt đến cực khoái mà không xuất tinh. Những người đề xuất tantra sex nói rằng đó là một kỹ thuật có thể học được và có thể làm ngắn giai đoạn nghỉ. Các loại thuốc, như prolactin inhibitors, cũng có thể làm ngắn giai đoạn này cho đàn ông. Một ví dụ là đơn thuốc Dostinex.
Những người đàn ông có thể chạm tới và kích thích dương vật bằng lưỡi hay môi của mình được cho là có thể tự thủ dâm.
Về mặt lịch sử, một số đã thấy mối quan hệ giữa sự cắt bao quy đầu và tần số thủ dâm thường xuyên, đây vẫn là một chủ đề gây tranh luận. Trong một cuộc khảo sát 1.410 người đàn ông ở Hoa Kỳ năm 1992 thấy rằng: "Có 47% đàn ông cắt bao quy đầu trả lời là thủ dâm ít nhất một lần một tháng và 34% không cắt bao quy đầu có cùng câu trả lời".

## Tần suất thủ dâm, độ tuổi và giới tính
Tần suất thủ dâm được xác định bởi nhiều yếu tố, như khả năng chống lại sự tăng cảm giác tình dục thoáng qua, mức độ hormone ảnh hưởng tới kích thích, và thái độ của một người với hành động thủ dâm do văn hóa tạo ra. (E. Heiby and J. Becker examined the latter.) "Bốn mươi tám sinh viên nữ trong trường đại học được yêu cầu hoàn thành một bảng những câu hỏi về thái độ trong đó có câu hỏi về tần suất thủ dâm. Hai mươi bốn phụ nữ (nhóm thực nghiệm) sau đó đã xem từng người một bộ phim nói thẳng về thủ dâm nữ. Một tháng sau, tất cả mọi người lại được yêu cầu trả lời bảng câu hỏi đó. Những người trong nhóm thực nghiệm cũng trả lời thêm câu hỏi đánh giá các khía cạnh của bộ phim. Kết quả chỉ ra rằng nhóm thực nghiệm trả lời tăng hơn về tần suất thủ dâm trung bình hàng tháng, so với nhóm kia. Tuy nhiên cũng nhóm này trả lời rằng bộ phim không có ảnh hưởng tới thái độ hay hành động của họ".
Có ý kiến cho rằng đa số mọi người bắt đầu thủ dâm khi đạt tới tuổi trưởng thành. Nhiều nghiên cứu có tính học thuật và lâm sàng đã được thực hiện về vấn đề này, và nhiều cuộc điều tra chính thức đã đưa ra câu hỏi. Một cuộc điều tra năm 2004 của tạp chí NOW ở Toronto đã được hàng nghìn người trả lời. Kết quả cho thấy rằng có một đa số tuyệt đối đàn ông — 81% — đã bắt đầu thủ dâm ở tuổi từ 10 đến 15 hoặc có người từ ngày 6,7 tuổi đã biết thủ dâm. Trong số phụ nữ, độ tuổi cũng như vậy nhưng với đa số nhỏ hơn 55% (lưu ý rằng các cuộc điều tra về hoạt động tình dục thường thiên về khuynh hướng tự lựa chọn). Tuy nhiên ít gặp trường hợp bắt đầu muộn hơn, và điều này hay xảy ra ở nữ giới hơn: 18% đã bắt đầu khi họ lên 10, và 6% thậm chí khi họ lên 11. Là hành động chính của bản năng tình dục trẻ em, thủ dâm đã được quan sát thấy ở nhiều em rất nhỏ. Trong cuốn sách Tình dục loài người: Tính đa dạng trong nước Mỹ ngày nay, của Strong, Devault và Sayad, các tác giả đã chỉ ra, "Một chú bé có thể cười trong cũi khi nghịch với bộ phận sinh dục của mình (dù không xuất tinh). Các cô bé thỉnh thoảng lắc lư người theo điệu, đa số là khá mạnh, có vẻ đang thử nghiệm cực khoái".
Theo cuộc điều tra của tạp chí NOW của Canada, các độc giả đã cho thấy ở trên, tần suất thủ dâm giảm bớt sau tuổi 17. Tuy nhiên, đa số đàn ông thủ dâm hàng ngày hay thậm chí còn nhiều hơn nữa khi họ ở độ tuổi 20 và thỉnh thoảng là sau độ tuổi đó. Sự giảm bớt này còn lớn hơn ở phụ nữ, và giảm từ từ hơn ở nam giới. Trong khi phụ nữ ở độ tuổi 13-17 thủ dâm tính trung bình hầu như mỗi ngày một lần (và hầu như cũng ngang bằng với nam giới ở độ tuổi đó), phụ nữ lớn tuổi chỉ thủ dâm 8-9 lần mỗi tháng, so với 18-22 trong số đàn ông. Cũng thấy rõ rằng khả năng suy giảm thủ dâm theo độ tuổi. Những người trẻ tuổi mới thành niên nói rằng có thể thủ dâm và phóng tinh sáu hay thậm chí là nhiều lần hơn trong ngày, trong khi đàn ông ở tuổi trung niên khó có thể xuất tinh thậm chí một lần một ngày. Cuộc điều tra không đưa ra một sự phân chia theo nhân khẩu học về các câu trả lời, họ là những độc giả vùng thành thị Toronto, có thể không đại diện cho toàn bộ dân chúng.
Một phần điều này vì sự thực là phụ nữ thường không có nhiều khả năng thủ dâm trong khi đã có quan hệ tình dục hơn đàn ông. Cả hai giới đều thỉnh thoảng thực hiện hành vi này, tuy nhiên, thậm chí trong cả những hoạt động quan hệ tình dục. Nói chung, mọi người tin rằng các cá nhân ở cả hai giới không thường có quan hệ tình dục thì hay có khuynh hướng thủ dâm thường xuyên hơn so với những người có quan hệ tình dục; tuy nhiên trong đa số trường hợp điều này là không đúng bởi vì thủ dâm một mình hay với bạn tình là một đặc điểm của một mối quan hệ khỏe mạnh.

## Sức khỏe và những ảnh hưởng tâm lý
Trong nhiều phạm vi sức khỏe tinh thần có nói rằng thủ dâm có thể làm dịu sự phiền muộn và mang lại cảm giác cao hơn về giá trị bản thân (Hurlbert & Whittaker, 1991). Thủ dâm cũng có thể đặc biệt hữu ích khi một người bạn tình có nhiều nhu cầu tình dục hơn người kia — trong trường hợp đó thủ dâm giúp có được một ảnh hưởng cân bằng và vì thế là một mối quan hệ hòa điệu hơn.
Cả từ quan điểm tránh mang thai không mong muốn và tránh các bệnh lây truyền qua đường tình dục, thủ dâm là cách thực hiện tình dục an toàn nhất. Không có cơ sở khoa học đáng tin cậy hay bằng chứng y tế cho thấy việc thủ dâm bằng tay là gây hại tới sức khỏe thể chất và tinh thần.
Ngày 16 tháng 7 năm 2003, một đội nghiên cứu Úc của Hội ung thư do Graham Giles lãnh đạo đã xuất bản một nghiên cứu y học kết luận rằng thủ dâm thường xuyên ở đàn ông có thể giúp ngăn chặn ung thư tiền liệt tuyến. Cuộc nghiên cứu cũng cho thấy rằng nó có ích hơn việc xuất tinh khi giao hợp bình thường bởi vì giao hợp có thể dẫn tới lây truyền các bệnh có nguy cơ ung thư.
Thủ dâm khi có cả nam và nữ có thể dẫn tới mang thai chỉ khi tinh trùng tiếp xúc với âm hộ. Bất kỳ việc thủ dâm nào với một bạn tình về lý thuyết có thể gây ra lây truyền bệnh qua đường tình dục bởi sự tiếp xúc với chất dịch cơ thể, và sự tiếp xúc như vậy có thể tránh được với bất kỳ một bạn tình nào mà chưa chắc chắn được về tình trạng sức khỏe của họ. Những vật được đưa vào bên trong âm đạo hay hậu môn phải sạch và là loại không thể gây xước hay đại loại như vậy. Cần lưu ý không nhét hết bất kỳ vật gì vào trong hậu môn - bất kỳ vật nào được sử dụng phải có chỗ gồ lên hay có đế mép - nếu không việc lấy ra có thể đòi hỏi phải tới phòng cấp cứu. Đa số các dương vật giả và vật đưa vào hậu môn hiện đại được thiết kế với các đặc tính như vậy.
Một người đàn ông có dương vật đã phải chịu "một quá trình thực thi, bị tổn thương hay tổn hại khi giao hợp" có thể cả phần đời còn lại sẽ phải chịu đựng bệnh Peyronie. Một số hiếm trường hợp tác động làm gãy dương vật có thể xảy ra. Chứng hẹp bao quy đầu là "một phần da bao quy đầu hẹp (mà) có thể gây ra khó chịu vì làm đau đớn khi cố gắng kéo bao quy đầu về phía sau". Trong những trường hợp đó, việc dùng tay kéo mạnh dương vật quá mức có thể gây vấn đề.
Thủ dâm có xu hướng ép buộc có thể là một phần của hội chứng nghiện sex.
Hiện nay trên thế giới xuất hiện trào lưu NoFap (Không sử dụng các văn hóa phẩm đồi trụy và thủ dâm), bắt nguồn từ một bài viết của Alexander Rhodes trên Reddit. Người tham gia ghi nhận họ có thay đổi tích cực đáng kể về cả thể chất và tinh thần. Số lượng người tham gia ngày càng đáng kể và càng có nhiều ghi nhận về tác động tích cực của việc NoFap. Và phong trào nhanh chóng xuất hiện ở Việt Nam, dù cộng đồng không lớn mạnh như thế giới.

## Thủ dâm trong lịch sử và xã hội

### Thời xưa

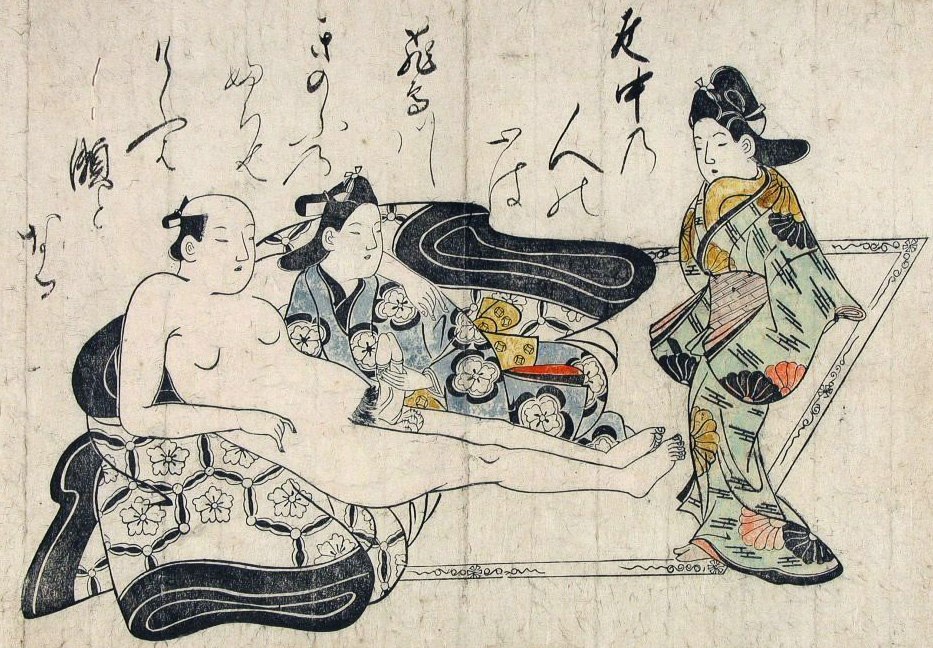
Một Samurai đang được kagema (trai mại dâm) của mình thủ dâm
Bản in ukiyo-e sớm theo phong cách shunga (tình dục). Moronobu Hishikawa, khoảng 1680; Bộ sưu tập cá nhân.

Có những miêu tả thủ dâm nam thời tiền sử trên các bức tranh đá khắp thế giới, mặc dù chúng hoàn toàn là những chủ đề diễn dịch. Đa số người nguyên thủy kết nối tình dục của con người với sự phong phú của thiên nhiên (tín ngưỡng phồn thực). Một bức tượng đất sét nhỏ ở niên đại thiên niên kỷ thứ 4 trước Công nguyên từ một ngôi đền trên đảo Malta, miêu tả một phụ nữ đang thủ dâm. Tuy nhiên, những bức hình miêu tả nam giới thủ dâm trên thế giới dường như hiếm hơn rất nhiều.
Thủ dâm nam đã trở thành một hình ảnh thậm chí quan trọng hơn trong Ai Cập cổ đại: khi nó được thực hiện bởi một vị thần nó có thể coi là một sự sáng tạo hay hành động ma thuật: vị thần Atum được tin là đã tạo ra vũ trụ khi thủ dâm để xuất tinh, và thời kỳ nước rút và nước lên của sông Nil cũng được gắn với tần số xuất tinh của ông. Người Hy Lạp cổ có một thái độ tự nhiên hơn đối với thủ dâm so với người Ai Cập, coi hành động đó là một hành động thay thế tự nhiên và khỏe mạnh cho các hình thức tìm kiếm khoái cảm tình dục khác. Họ coi thủ dâm là một cái van an toàn để chống lại sự vỡ mộng có tính hủy diệt của tình dục. Người Hy Lạp cũng thể hiện thủ dâm nữ trong cả nghệ thuật và những bản ghi chép của họ.

### Tôn giáo
Trong nhiều tôn giáo, như các hình thức Tin lành, Công giáo, Mormon, Do Thái giáo và Hồi giáo, thủ dâm bị coi là một hành động không trong sạch, tuy nhiên cũng không phải là phi đạo đức.

#### Phật giáo
Trong truyền thống Phật giáo, một cư sĩ thì không nên thèm khát tình dục kiểu đó nhưng không có sự ngăn cấm bởi Ngũ giới, nhưng đối với Phật tử tại gia giữ Bát quan trai giới thì phải tuyệt đối kiêng tình dục. Đối với một tu sĩ Tỳ-kheo, thì thiên Tăng tàn trong Tứ phần luật (bộ luật dành cho Tỳ-kheo), Phật chế định rằng: "Tỳ-kheo không được phép tự làm bản thân xuất tinh dưới mọi hình thức, nếu làm, phạm tội Tăng-già-bà-thi-sa".

#### Do Thái giáo
Do Thái giáo ngăn cấm thủ dâm, vì nó dẫn tới sự xuất tinh không cần thiết, hay những ý nghĩ không trong sạch từ phía những người khác. Sự ngăn cấm này bắt nguồn từ lời kể trong Kinh thánh của Onan (Talmud Niddah 13a). Đoạn đó trong cuốn kinh so sánh hành động giết người và sự sùng bái thần tượng. Có một sự không nhất trí giữa poskim (người quyết định luật Do Thái) việc thủ dâm là một hành động xuất tinh không thể chấp nhận được cho sự gieo hạt giống nhân tạo hay thụ tinh nhân tạo.

#### Công giáo
Theo sách Giáo Lý Hội Thánh Công giáo số 2352 thì: "Thủ dâm là cố tình kích thích cơ quan sinh dục", "dựa theo truyền thống ngàn đời và bất biến, huấn quyền cũng như cảm thức luân lý của các tín hữu không ngần ngại khẳng định rằng, thủ dâm tự bản chất là một hành động sai trái nghiêm trọng", vì "tự ý sử dụng khả năng tình dục ngoài quan hệ vợ chồng bình thường, dù với động lực nào đi nữa, cũng là sai mục đích". Làm như vậy, người ta hưởng thụ khoái lạc tình dục bên ngoài "quan hệ tình dục hợp luật luân lý là quan hệ thực hiện một sự hiến dâng trọn vẹn cho nhau và thực hiện việc truyền sinh trong khuôn khổ của tình yêu đích thực". Để phán đoán đúng về trách nhiệm luân lý của đương sự là thủ dâm có tội hay không "cần lưu ý đến tình trạng thiếu trưởng thành tình cảm, áp lực của thói quen, tâm trạng lo âu cũng như những yếu tố khác về tâm lý xã hội. Các nhân tố này có thể làm trách nhiệm luân lý của đương sự được giảm khinh ngay cả đến mức tối thiểu". Và vì thế, một cách chủ quan, không phải thủ dâm lúc nào cũng là tội trọng.

#### Đạo Tin lành
Những nhà thần học Tin lành chỉ bắt đầu sửa đổi những lời dạy bảo trước đó từ thế kỷ 20 với một số quan điểm hiện nay vẫn đang sử dụng về ủng hộ thủ dâm. Thủ dâm, tuy nhiên, vẫn bị một số người coi là một hành động tự thỏa mãn và một tội lỗi nhục dục, làm nó vẫn bị tranh cãi cho tới ngày nay.
Theo Rolling Stone, một số nhỏ tín đồ Cơ Đốc giáo cánh hữu ở Bắc Mỹ khuyến khích mọi người công nhận thủ dâm để chứng tỏ một sự tiết chế về thủ dâm.

#### Hồi giáo
Ở nghĩa hiểu rộng nhất các học giả Hồi giáo coi thủ dâm là hành động bị cấm đoán (haraam), ngoại trừ trong những tình huống giảm nhẹ.
Tình huống giảm nhẹ:
Thủ dâm có thể được cho phép vì mục đích thử nghiệm y học, hay nếu là cần thiết về mặt y tế. Trong mọi trường hợp, các bác sĩ sẽ đưa ra quyết định dựa trên sự cần thiết của nó, chứ không phải các học giả.
Ví dụ Sistani có đề cập tới những tình huống thử nghiệm khả năng sinh sản, "Khi đó vẫn chưa phải là một hành động tuyệt đối cần thiết, thủ dâm bị cấm".
Đối với những người Hồi giáo, việc có quan hệ tình dục ngoài hôn nhân là một tội lỗi to lớn, khiến người phạm tội bị trừng phạt trong cả cuộc sống hiện tại và cả Qiyama. Tuy thế, nhưng nếu sự thèm muốn của một người mạnh tới mức có thể khiến họ phạm phải một tội lỗi nặng hơn là có quan hệ tình dục ngoài hôn nhân thì thủ dâm trở thành được phép với tư cách là một nhu cầu cần thiết: "Và những người không có gia đình cần cố gắng sống trong sự trinh bạch, cho tới khi Thượng đế ban ơn huệ cho họ" (Qur'an, 24:33).
Giống như bất kỳ một hình thức tình dục nào trong đó xuất hiện tinh dịch hay dịch âm đạo, thủ dâm sẽ là hình thức vi phạm luật lệ trong mùa ăn chay nếu được thực hiện trong khoảng thời gian ban ngày và cần phải tiến hành một lễ wudu (thanh tẩy) lớn nếu tinh dịch hay dịch âm đạo xuất hiện.
Theo Sheikh Hamed Al-Ali: "Thủ dâm ban ngày trong thời gian thánh lễ Ramadan sẽ là hành động vi phạm luật lệ, dựa theo Hadith quy định rằng người Hồi giáo phải không được ăn, uống và có thèm muốn tình dục. Bởi thủ dâm là một loại mong muốn tình dục, một người Hồi giáo trong mùa chay phải cố tránh nó. Vì thế, thủ dâm là một hành động vi phạm cũng như ăn uống và bởi nó là một trong những tội lỗi mà nếu một người nào đó phạm phải thì cũng là sự vi phạm tới tính thiêng liêng của tháng chay đó".

### Trong văn hóa đại chúng
Giới trẻ còn gọi thủ dâm ở nam là "sóc lọ", "quay tay", "thẩm du" (đọc lái), "FAP",...

## Thủ dâm trong nghệ thuật
Có khá nhiều tác phẩm văn học nói đến hay có các cảnh thủ dâm.
Trong rất nhiều bộ phim Mỹ có cảnh thủ dâm. Phim Little Children (2006) có Kate Winslet đóng vai Sarah Pierce - vợ của một công chức chuyên thủ dâm cả ở nơi làm việc và ở nhà dù có vợ rất đẹp.

## Thủ dâm ở các loài động vật khác
Thói quen thủ dâm hiện đã được ghi lại ở rất nhiều loài động vật. Các cá thể ở một số loài đã được phát hiện thấy biết cách tạo các dụng cụ dùng cho mục đích thủ dâm.